# 再说长江
《再说长江》（英語：Rediscovering the Yangtze River）是中国中央电视台拍攝製作的电视纪录片，全片共33集，本片可看作是20多年前播出的《话说长江》的续集。
本片於2006年7月16日20:45在CCTV1每天首播。

《再說長江》之香港播映片頭

## 介紹
該片共33集，每集30分鐘，介紹了長江沿岸的風光、人文景觀等。
1. 大江巨变
2. 重上江源
3. 生命的高原
4. 金沙流韵
5. 一江东去
6. 水的年轮
7. 青铜岁月
8. 古蜀沉浮
9. 水润锦官城
10. 大佛东渐
11. 天生赤水
12. 行走江上
13. 水火山城
14. 三峡存证
15. 告别家园
16. 他乡，故乡
17. 坝梦千秋
18. 江流入海
19. 水映三千峰
20. 江湖武汉
21. 道化武当
22. 庐山说“庐”
23. 无梦到徽州
24. 黄山无形
25. 灯火石头城
26. 江村变迁
27. 创新浪潮
28. 曲水姑苏
29. 发现古镇
30. 时速上海
31. 浦东新高度
32. 江海交汇的地方
33. 生生不息

## 工作人員表
- 出品人：趙化勇
- 總監製：張長明、程宏
- 監製：盛亦來、楊剛毅
- 總製片人：劉文
- 總編導：李近朱、劉文
- 執行製片人：黃衛
- 策劃：鄭鳴、胡智鋒（兼第25至32集總編導）
- 編導：王影、謝媛、黃寧、王世偉、張毓雄、董鑫、李俠、楊海莉、趙恒剛、史強、張蠡、董崇飛、李苒
- 總攝影：金貴榮
- 攝影：朱奕、陳林聰、王影、李雄、程受琦、何威、邰武旗、史強、劉五洲、張蠡、姜可千、李亭、陳立新
- 作曲：王世光、張宏光
- 音樂編輯：段文
- 文學顧問：詹德茂
- 解說：李易
- 航拍：趙翀、王軍、朱奕、胡庭玉、陳立新
- 動畫製作：國雯、江濤、李萌、林偉、趙衍雷
- 宣傳統籌：苑文剛、鄭偉
- 責任編輯：田源、趙翀、徐笑梅、戴品寧
- 製片主任：徐玉剛
- 技術監製：郭忱、粟小斌、李志平、崔建偉
- 總協調：王廣令、吳晟煒

## 各地電視台播放

### 中国中央电视台
於2006年7月16日20:45在中央电视台综合频道以普通話原音每天首播，不定時重播。

### 香港無綫電視
香港無綫電視於2007年購買本片的香港播映權，並於2008年1月5日至5月3日逢星期六18:30在高清翡翠台以粵語及普通話雙語播出，每次兩集，粵語版本由招世亮旁白。

## 香港版本
2008年，本節目由香港無綫電視外購予中國中央電視台屬下的中国国际电视总公司授權而後期拍攝製作，在香港播出時的集數原本跟CCTV版不同，到現在播出時的集數是經過製作後的20集，並於2008年10月5日至2009年2月22日（2008年12月28日暫停播映）逢星期日19:00-19:30在翡翠台及高清翡翠台（2008年11月30日暫停播映）播出，由鍾景輝主持。

## 參见
- 《话说长江》
- 《大三峽》中央电视台版
- 《大三峽》無綫版
- 《再說長江》無綫版

## 電視節目的變遷
| 香港無綫電視高清翡翠台 星期六 18:30-19:30 時段 | 香港無綫電視高清翡翠台 星期六 18:30-19:30 時段          | 香港無綫電視高清翡翠台 星期六 18:30-19:30 時段 |
| ---------------------------------------------- | ------------------------------------------------------- | ---------------------------------------------- |
|                                                | 再說長江 (第1-32集，每次兩集) (2008.01.05 - 2008.04.26) |                                                |
| 頻道試播                                       | —                                                       |                                                |
| 香港無綫電視高清翡翠台 星期六 18:30-19:00 時段 |                                                         |                                                |
| —                                              | 再說長江 (第33集) (2008.05.03)                          | 天與地 (2008.05.10 - 2008.07.19)               |